# Skidhickory
Skidhickory (Carya ovata) är en valnötsväxtart som först beskrevs av P. Mill., och fick sitt nu gällande namn av Karl Heinrich Koch. Skidhickory ingår i släktet hickory och familjen valnötsväxter. Inga underarter finns listade i Catalogue of Life.
Arten förekommer i östra USA och sydöstra Kanada (främst längs Saint Lawrencefloden). Utbredningsområdet sträcker sig från östra Kansas och östra Texas österut. Arten saknas i Florida men avskilda populationer är kända från nordöstra och centrala Mexiko. Skidhickory växer i låglandet och i bergstrakter upp till 1400 meter över havet. Habitatet kan variera och ofta hittas arten nära vattendrag.
Trädgrupper med endast skidhickory är sällsynta. Trädet förekommer oftare tillsammans med färgek, rödek eller rödask.
Artens trä används för möbler och mycket annat, till exempel för rökning av mat samt som träkol.
Skidhickory är inte sällsynt och för beståndet är inga hot kända. IUCN listar arten som livskraftig (LC).

## Bildgalleri

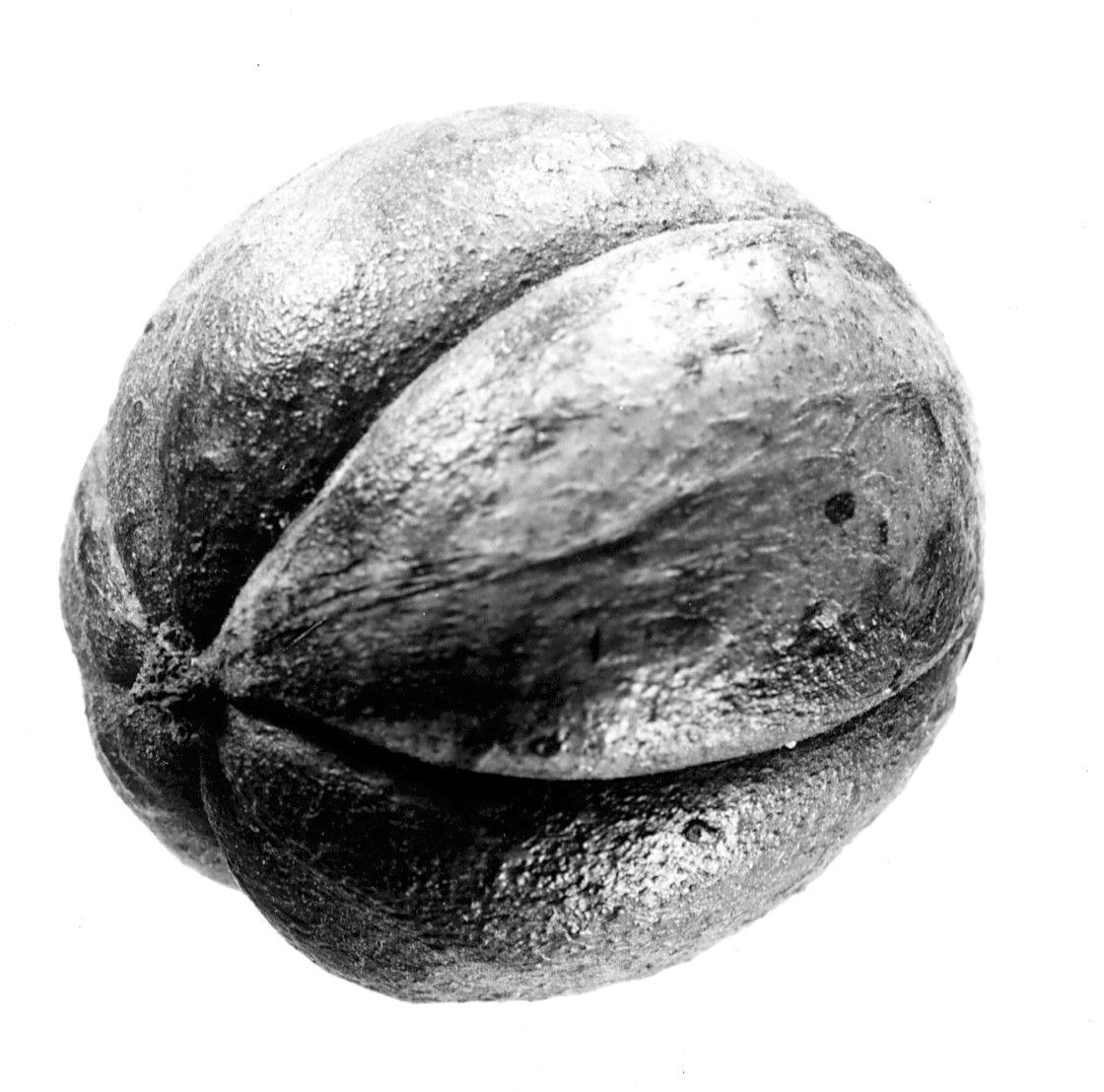
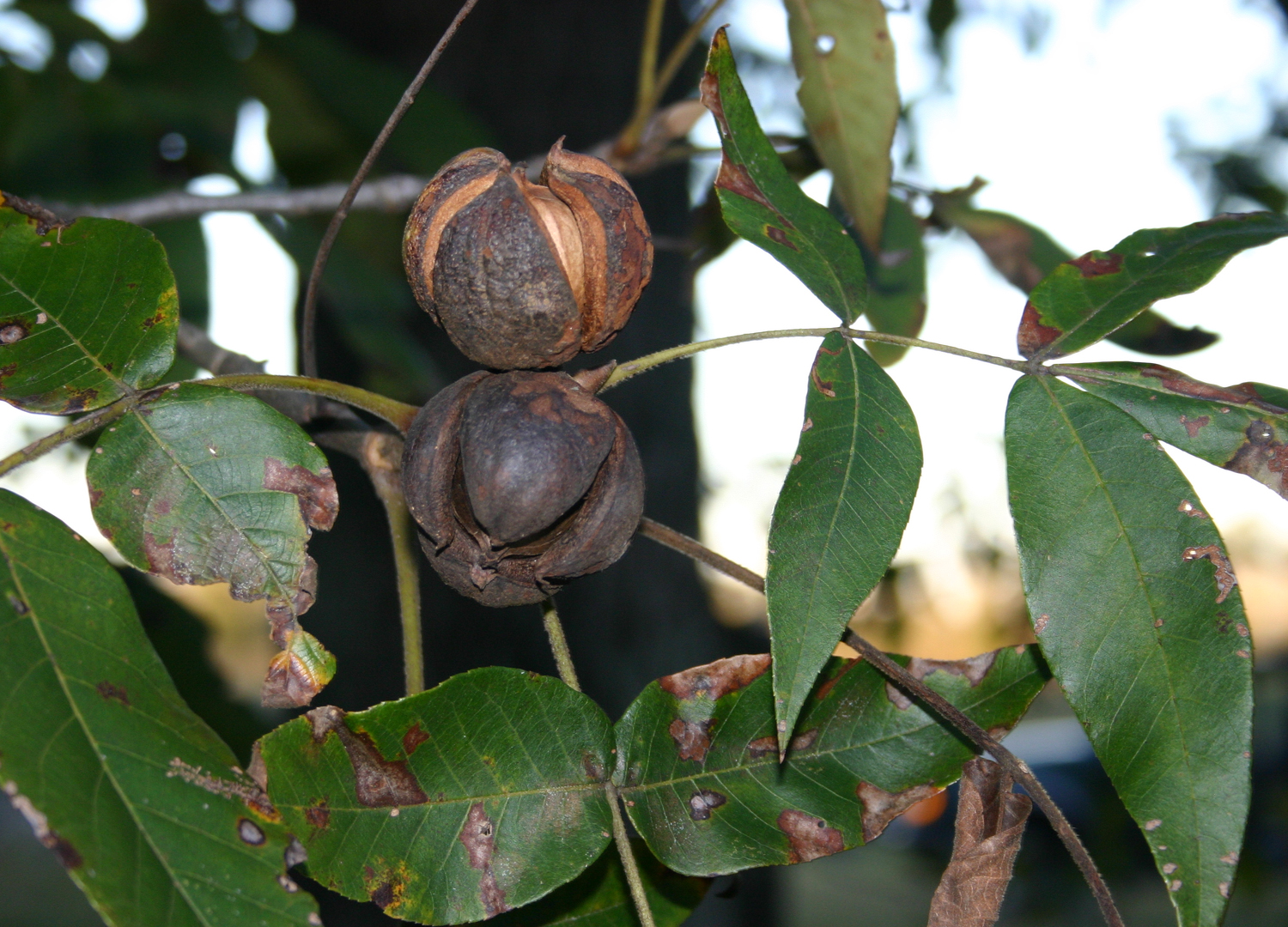
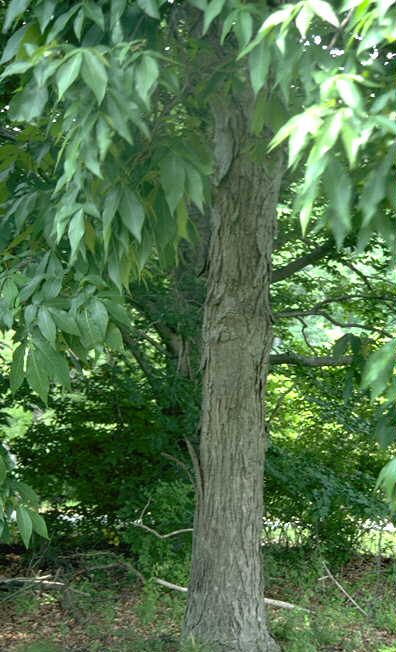
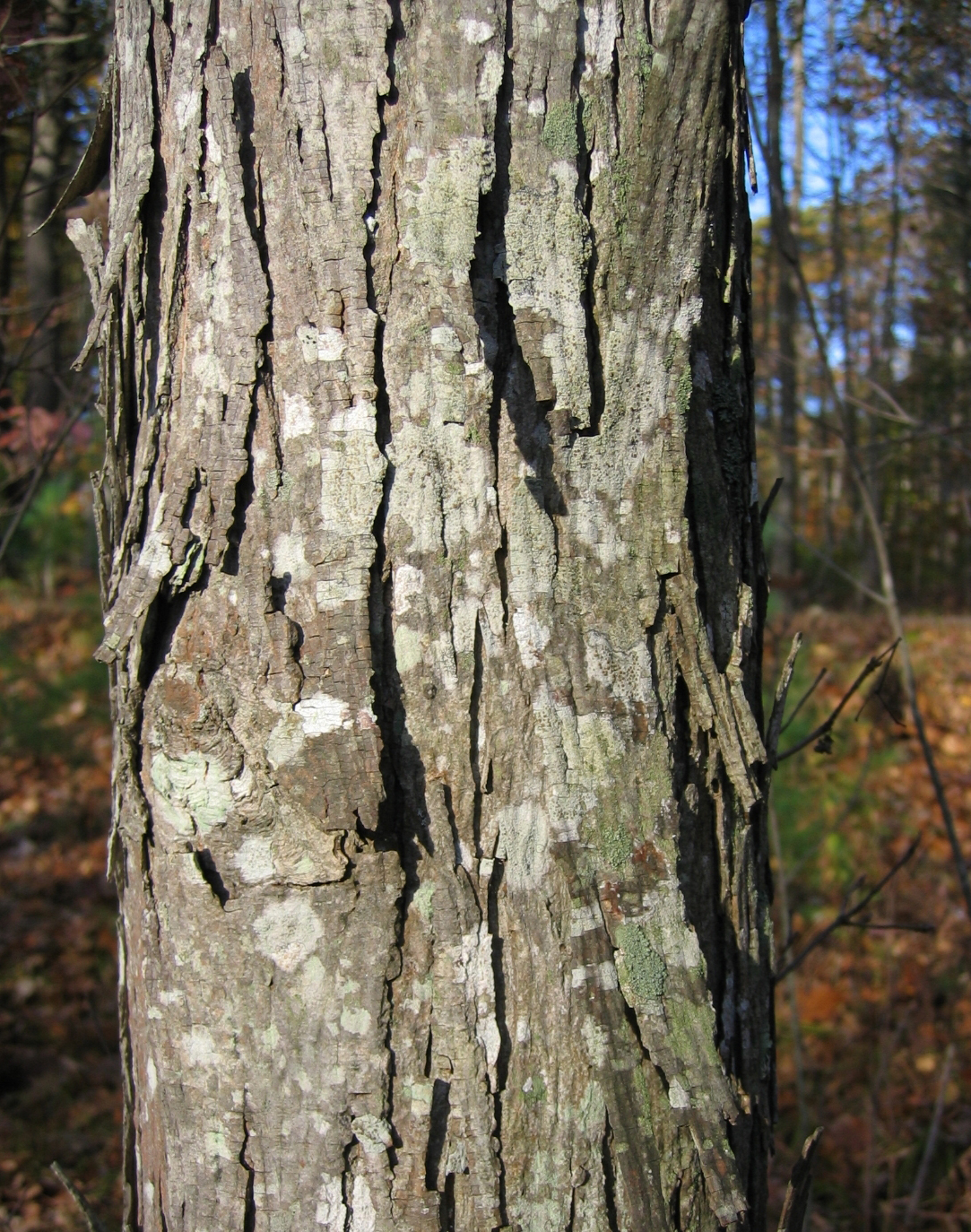
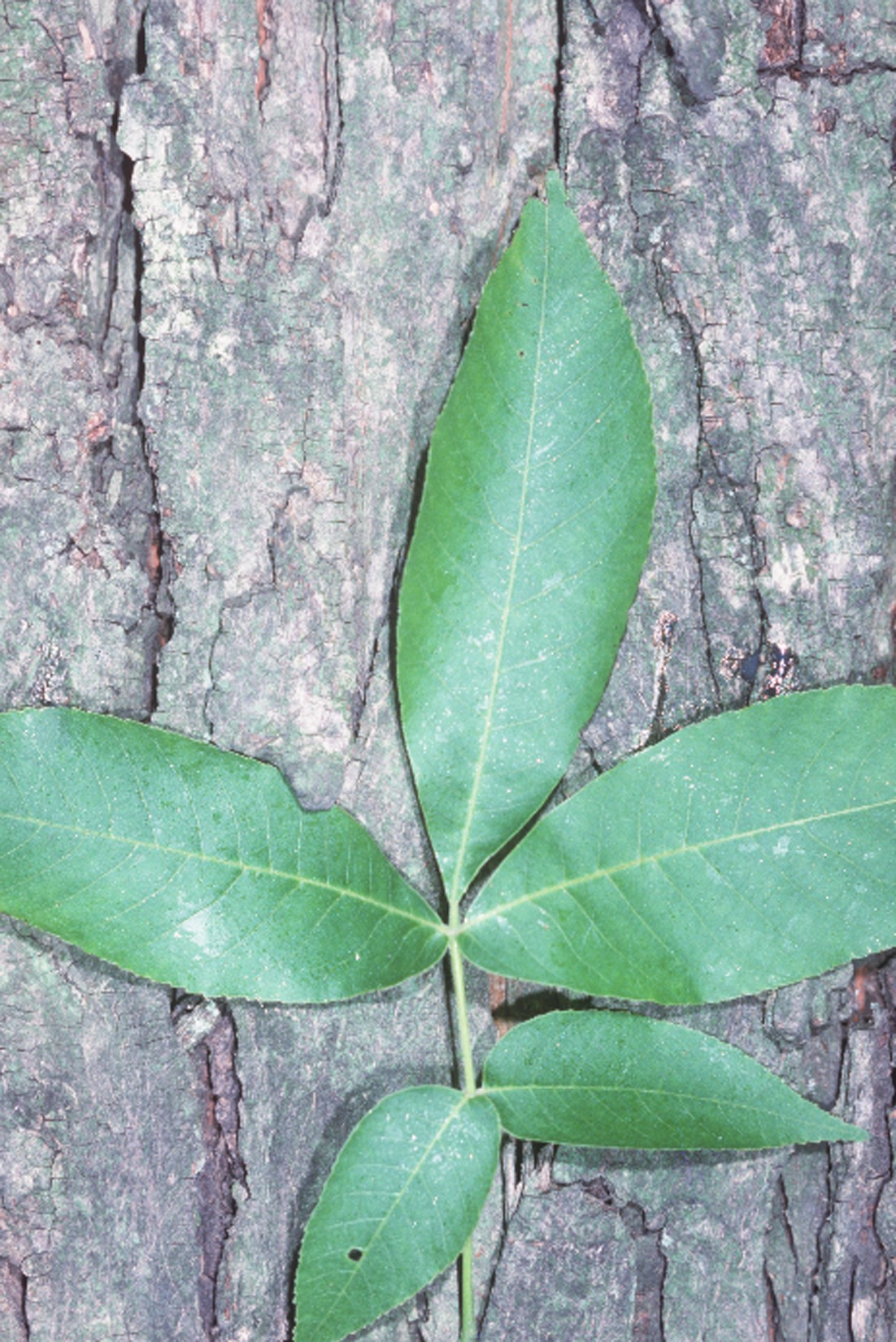
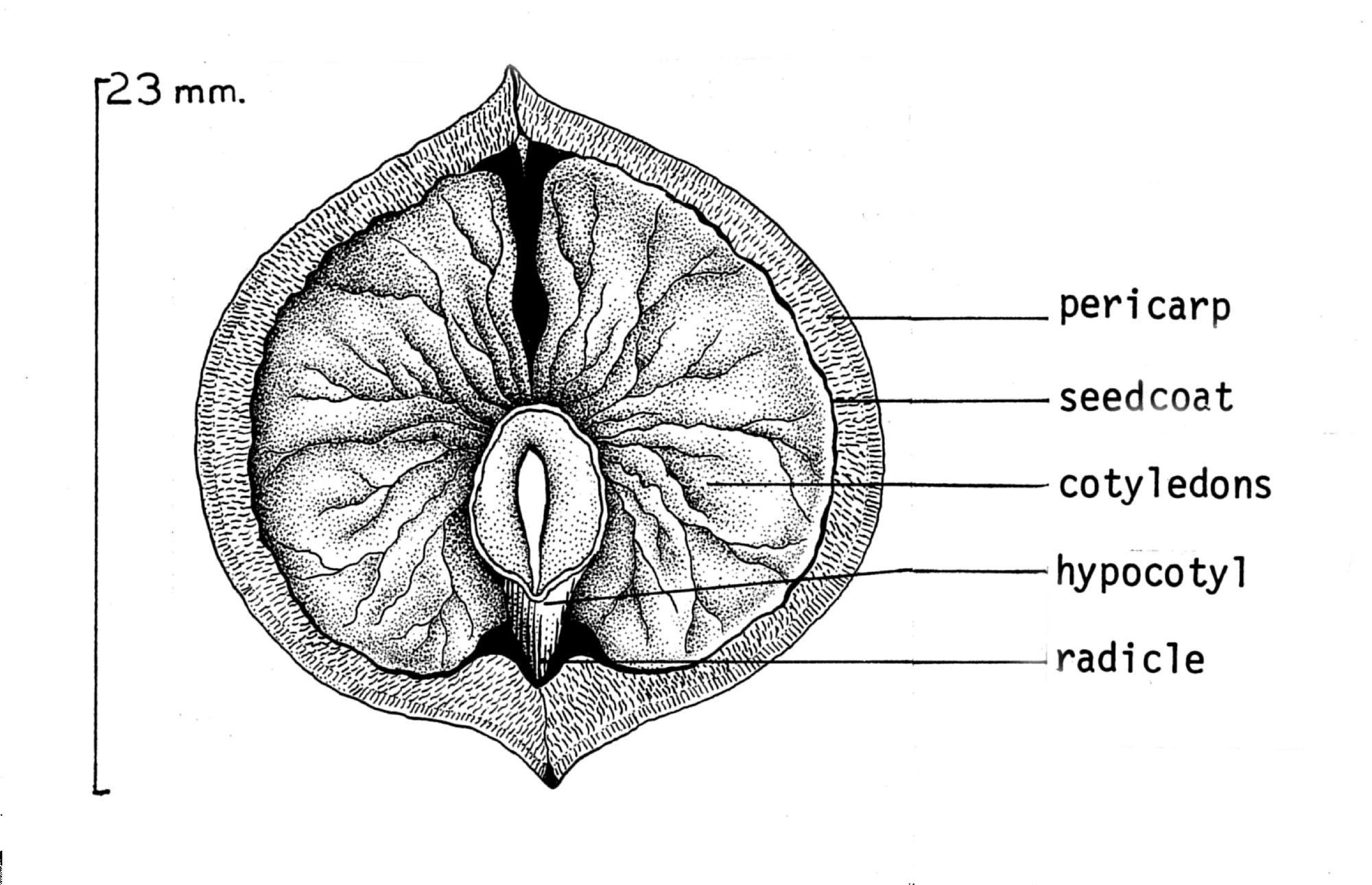